# Sweedie Learns to Swim
Sweedie Learns to Swim er en amerikansk stumfilm fra 1914.

## Medvirkende
- Wallace Beery som Sweedie.
- Leo White som Mr. Rich.
- Betty Brown som Mrs. Rich.
- Charlotte Mineau.